# Учжай
Учжа́й (кит. упр. 五寨, пиньинь Wǔzhài) — уезд городского округа Синьчжоу провинции Шаньси (КНР).

## История
При империи Мин в 1537 году было создано Учжайское укрепление (五寨堡). При империи Цин в 1725 году на этих землях был образован уезд Учжай.
В 1949 году был образован Специальный район Синсянь (兴县专区), и уезд вошёл в его состав. В 1952 году Специальный район Синсянь был расформирован, и уезд перешёл в состав Специального района Синьсянь (忻县专区). В 1958 году Специальный район Синьсянь и Специальный район Ябэй (雁北专区) были объединены в Специальный район Цзиньбэй (晋北专区); при этом к уезду Учжай были присоединены уезды Шэньчи и Кэлань. В 1961 году Специальный район Цзиньбэй был вновь разделён на Специальный район Ябэй и Специальный район Синьсянь, и уезд снова оказался в составе Специального района Синьсянь; при этом уезды Шэньчи и Кэлань были восстановлены в своих первоначальных границах.
В 1967 году Специальный район Синьсянь был переименован в Округ Синьсянь (忻县地区). В 1983 году Округ Синьсянь был переименован в Округ Синьчжоу (忻州地区).
В 2000 году постановлением Госсовета КНР были расформированы округ Синьчжоу и городской уезд Синьчжоу, и создан городской округ Синьчжоу.

## Административное деление
Уезд делится на 3 посёлка и 9 волостей.